# Rei

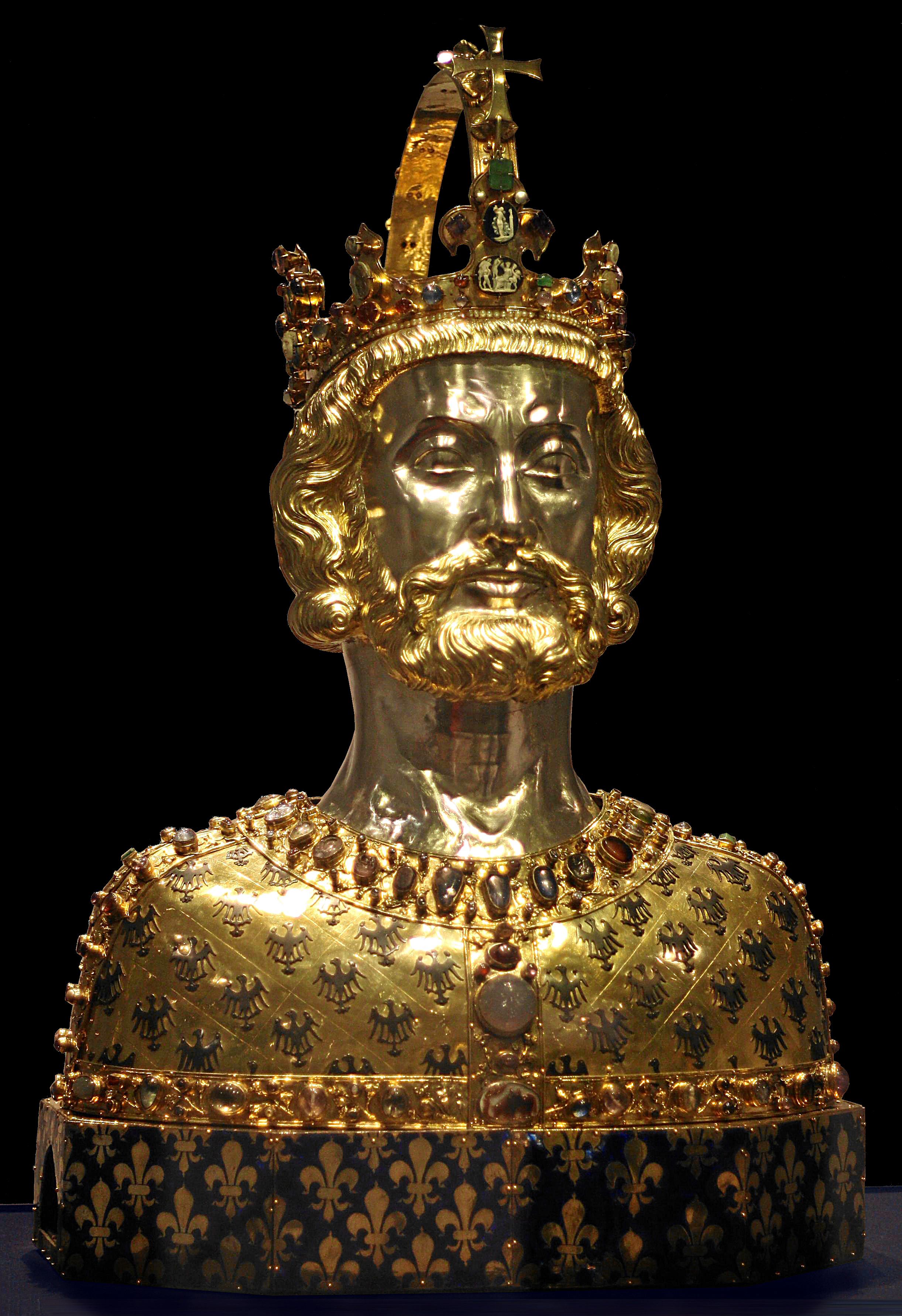
Carlemany o Carles el Gran (748–814) va ser rei dels francs, rei dels llombards i primer emperador del Sacre Germànic. En motiu dels seus èxits militars i conquestes, se l'ha anomenat el "Pare d'Europa".

Rei és el títol que es dona a un monarca masculí en diversos contextos. Un rei és un monarca absolut si té els poders de govern sense control, o tota la sobirania sobre una nació; és un monarca limitat si el seu poder està restringit per lleis fixes; i és absolut, quan ostenta tot el poder legislatiu, judicial i executiu, o quan els poders legislatiu o judicial, o tots dos, són atribuïts a altres persones pel rei. Els reis són sobirans hereditaris quan tenen els poders de govern per dret de naixement o d'herència, i electius quan són elevats al tron per elecció.
- En el context de la prehistòria, l'antiguitat i els pobles indígenes contemporanis, el títol pot referir-se a la reialesa tribal. La reialesa germànica està relacionada amb les tradicions indoeuropees de govern tribal (cf. rājan índic, reiks gòtics i rí irlandès antic, etc.).
- En el context de l'antiguitat clàssica, rei es pot traduir en llatí com rex i en grec com archon o basileus.
- En el feudalisme europeu clàssic, el títol de rei com a governant d'un regne s'entén com el rang més alt de l'ordre feudal, potencialment subjecte, almenys nominalment, només a un emperador (recordant els reis de la República Romana i Imperi Romà).
- En un context modern, el títol pot referir-se al governant d'una sèrie de monarquies modernes (absolutes o constitucionals). El títol de rei s'utilitza juntament amb altres títols per als monarques: a Occident, emperador, gran príncep, príncep, arxiduc, duc o gran duc, i al món islàmic, malik, sultà, emir o hakim, etc.[1]
- Les ciutats-estat de l'Imperi asteca tenien cadascuna un tlatoani, que van ser els reis de la Mesoamèrica prehispànica. El Huey Tlatoani va ser l'emperador dels asteques.[2]

El terme rei també pot referir-se a un rei consort, un títol que de vegades es dona al marit d'una reina regnant, però el títol de príncep consort és més comú.

## Història
La paraula anglesa king és d'origen germànic, i històricament fa referència a la reialesa germànica, en l'època precristiana un tipus de reialesa tribal. Les monarquies d'Europa a l'edat mitjana cristiana van derivar la seva reivindicació de la cristianització i del dret diví dels reis, en part influenciades per la noció de reialesa sacra heretada de l'antiguitat germànica.
L'Alta Edat Mitjana comença amb una fragmentació de l'antic Imperi Romà d'Occident en regnes bàrbars. A Europa occidental, el regne dels francs es va convertir en l'Imperi carolingi al segle VIII, i els regnes de l'Anglaterra anglosaxona es van unificar en el regne d'Anglaterra al segle X.
Amb la ruptura de l'Imperi carolingi al segle IX, el sistema feudal situa els reis al capdavant d'una piràmide de relacions entre senyors i vassalls, dependents del domini regional dels barons, i de les posicions intermèdies dels comtes (o comtes) i ducs. El nucli del senyoriu feudal europeu a l'alta edat mitjana eren els territoris de l'antic Imperi carolingi, és a dir, el regne de França i el Sacre Imperi Romanogermànic (centrat en els regnes nominals d'Alemanya i Itàlia).
En el transcurs de l'Edat Mitjana Europea, els regnes europeus van experimentar una tendència general de centralització del poder, de manera que a la Baixa Edat Mitjana hi havia una sèrie de regnes grans i poderosos a Europa, que es convertirien en les grans potències d'Europa en l'època moderna primerenca.
- A la península Ibèrica, les restes del Regne visigot, els petits regnes d'Astúries i Pamplona, es van expandir al regne de Portugal, la Corona de Castella i la Corona d'Aragó amb la Reconquesta en curs.
- Al sud d'Europa, el regne de Sicília es va establir arran de la conquesta normanda del sud d'Itàlia. El Regne de Sardenya va ser reclamat com a títol separat de la Corona d'Aragó el 1324. Als Balcans, el 1217 es va establir el Regne de Sèrbia.
- A l'Europa central, el Regne d'Hongria es va establir l'any 1000 després de la cristianització dels magiars. Els regnes de Polònia i Bohèmia es van establir dins del Sacre Imperi Romanogermànic el 1025 i el 1198, respectivament.
- A l'est d'Europa, el Gran Ducat de Moscou no va reclamar tècnicament l'estatus de regne fins a l'inici del tsarat modern de Rússia.
- Al nord d'Europa, els regnes tribals de l'era víking al segle XI es van expandir a l' Imperi del Mar del Nord sota Cnut el Gran, rei de Dinamarca, Anglaterra i Noruega. La cristianització d'Escandinàvia va donar lloc a la "consolidació" dels regnes de Suècia i Noruega, i al final del període medieval la Unió de Kalmar panescandinava.

## Reis contemporanis
El 2023 hi havia disset reis reconeguts com a caps d'estat dels estats sobirans.
La majoria d'aquests són caps d'estat de monarquies constitucionals; els reis que governen les monarquies absolutes són el rei de l'Aràbia Saudita, el rei de Bahrain i el rei d'Eswatini.